# آنا كلينغمان
آنا كلينغمان (Anna Klingmann) (مواليد 1965) هي مهندسة معمارية وكاتبة وأكاديمية ألمانية متخصصة في الماركات والعلامات التجارية. وهي المؤسس والمهندس الرئيسي لشركة (Klingmann Architects and Brand Consultants)، ومؤلفة (Brandscapes: Architecture in the Experience Economy). صاغت كلينغمان مصطلح «العلامة التجارية» ("brandism") الذي يصف كيف يمكن للهندسة المعمارية إيصال العلامة التجارية للشركة للجمهور. يمكن أيضًا استخدام وصفها للعلامة التجارية ليس فقط لوصف الهياكل الفردية؛ بل يمكن أن يكون لمدن بأكملها علامة تجارية فريدة أو «تعبير عن الهوية». كما وصفت مفهوم «براند سكيب» ("brandscape") الذي يصف للشركات والمؤسسات التجارية النظم والقيم المتجسدة في المشهد البصري. تعتقد كلينغمان أن المناظر الطبيعية ذات العلامات التجارية «تؤثر تغييرات دائمة وذات مغزى تعتمد على الإمكانات الكامنة أو الصريحة لثقافات وأماكن معينة.»
انتقلت كلينغمان إلى مدينة نيويورك عام 1984 والتحقت بكلية بارسون للتصميم (Parson's School of Design [الإنجليزية]). حصلت على شهادتها في الهندسة المعمارية من معهد برات وجمعية الهندسة المعمارية في لندن وجامعة برلين للفنون.
التأثير الرئيسي لكلينغمان هو لويس كان. وتشمل التأثيرات الأخرى زها حديد وريم كولهاس. في عام 2007، عملت في شركة الهندسة المعمارية جينسلر للمساعدة في مشروعين كبيرين. في عام 2014، بدأت مشروعًا تعاونيًا مع الجامعة ووزارة السياحة السعودية والذي يتطلع إلى ربط الفنانين والعلماء والقيمين وغيرهم بتاريخ وثقافة منطقة عسير.
تشغل كلينغمان حاليًا منصب رئيس قسم الهندسة المعمارية بجامعة دار الحكمة. وكانت قد درست سابقا في جامعة كورنيل وجامعة كولومبيا.

## روابط خارجية
- موقع رسمي